# ريتشارد كلوغر
ريتشارد كلوغر (بالإنجليزية: Richard Kluger)‏ هو صحفي أمريكي، ولد في 1934 في باترسون في الولايات المتحدة.